# 拉沙佩勒-达尔芒蒂耶尔
拉沙佩勒-达尔芒蒂耶尔（法語：La Chapelle-d'Armentières，法語發音：[la ʃapɛl daʁmɑ̃tjɛʁ]）是法国上法兰西大区北部省的一个市镇，阿尔芒蒂耶尔市区以南，属于里尔区和里尔欧洲都会区。

## 地理
拉沙佩勒-达尔芒蒂耶尔（50°40'22"N, 2°53'42"E）面积10.34 平方千米，位于法国上法蘭西大區北部省，该省份为法国最北部的省份及最长的省份，西北濒北海，西接加来海峡省，南至埃纳省和索姆省，东与比利时接壤。
与拉沙佩勒-达尔芒蒂耶尔接壤的市镇（或旧市镇、城区）包括：阿尔芒蒂耶尔、布瓦格勒尼耶、韦普地区埃讷蒂耶尔、埃尔坎盖姆利斯、乌普利讷、普雷梅克。
拉沙佩勒-达尔芒蒂耶尔的时区为UTC+01:00、UTC+02:00（夏令时）。

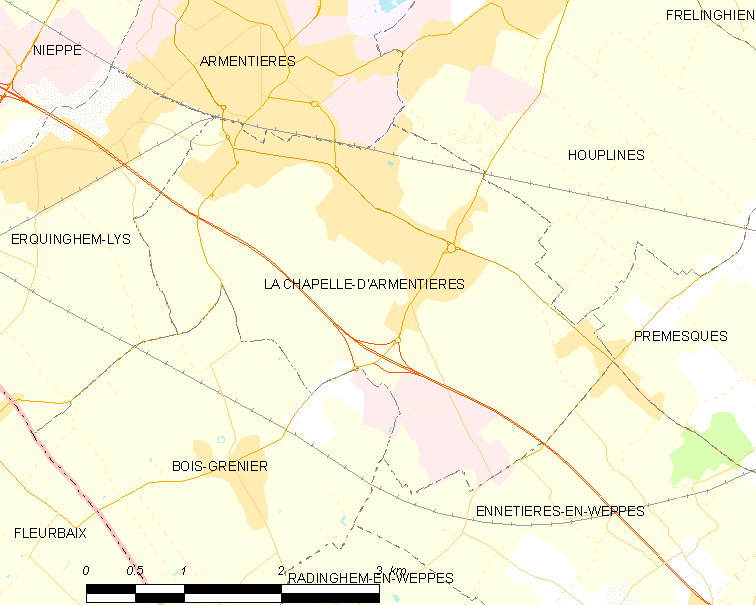
拉沙佩勒-达尔芒蒂耶尔的OSM定位图

## 行政
拉沙佩勒-达尔芒蒂耶尔的邮政编码为59930，INSEE市镇编码为59143。

## 政治
拉沙佩勒-达尔芒蒂耶尔所属的省级选区为阿尔芒蒂耶尔县。

## 人口
拉沙佩勒-达尔芒蒂耶尔于2022年1月1日时的人口数量为8782人。

1962-2008年间拉沙佩勒-达尔芒蒂耶尔人口变化图示